# جک کورک
جک فرانک پورتئوس کورک (انگلیسی: Jack Frank Porteous Cork؛ زادهٔ ۲۵ ژوئن ۱۹۸۹) بازیکن فوتبال انگلیسی و رده‌های مختلف ملی انگلیس است.